# Varadin (Medveđa)
Varadin (cirill betűkkel Варадин) egy falu Szerbiában, a Jablanicai körzetben, a Medveđai községben.

## Népesség
- 1948-ban 338 lakosa volt.
- 1953-ban 417 lakosa volt.
- 1961-ben 314 lakosa volt.
- 1971-ben 226 lakosa volt.
- 1981-ben 174 lakosa volt.
- 1991-ben 98 lakosa volt
- 2002-ben 105 lakosa volt,[1] akik közül 102 szerb (97,14%) és 3 montenegrói (2,85%).[2]